# Ciudad de la Justicia de Vigo
La Ciudad de la Justicia de Vigo (en gallego: Cidade da Xustiza de Vigo) es un complejo administrativo judicial situado en la ciudad gallega de Vigo, en el edificio que anteriormente ocupó el Hospital Xeral. Su inauguración tuvo lugar en mayo de 2022.
La remodelación del edificio, a cargo del arquitecto gallego Alfonso Penela, cuenta con una superficie construida de 44 354 m² y una gran plaza pública, que lleva el nombre de Miguel Ángel Blanco y en la que se ubica el acceso principal.